# Michel Maillard (football)
Pour les articles homonymes, voir Michel Maillard et Maillard.

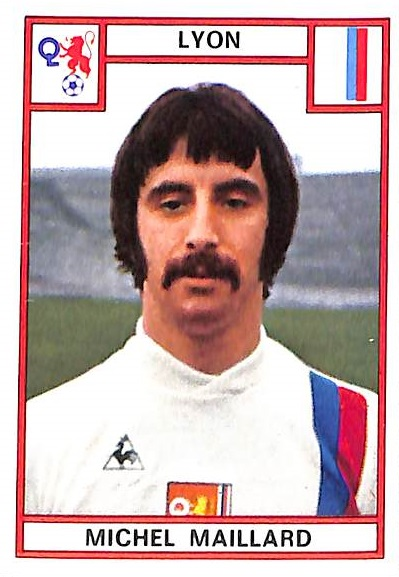
Saison 1975 1976

Michel Maillard est un footballeur français né le 15 juillet 1952 à Lyon (Rhône) et mort dans la même ville le 7 juin 2017. Il évoluait au poste d'attaquant, notamment à l'Olympique lyonnais et à l'US Valenciennes-Anzin.

## Biographie
Formé à Saint-Priest, ce petit gabarit (1,75 m  pour 70 kg) joue comme attaquant à l'Olympique lyonnais de 1971 à 1976. 
Il inscrit 34 buts en matches officiels avec les Gones : 26 en Division 1, 3 en Coupe de France et 5 en Coupe de l'UEFA. Il inscrit notamment un triplé lors d'un match de Division 1 contre l'AS Nancy-Lorraine, et un doublé lors d'un match de Coupe de l'UEFA face au FC Bruges.

## Carrière de joueur
- Saint-Priest
- 1971-1976 :  Olympique lyonnais (26 buts en Division 1)
- 1976-1981 :  US Valenciennes-Anzin (13 buts en division 1)
- 1981-1982 :  AS Béziers[4]